# Хорватский воздушный легион
Хорватский воздушный легион (хорв. Hrvatska zrakoplovna legija, нем. Kroatische Luftwaffenlegion) — подразделение ВВС Независимого государства Хорватия и люфтваффе, участвовавшее в боевых действиях на Восточном фронте Второй мировой войны. Состояло из 4-й истребительной и 5-й бомбардировочной авиационных групп.

## Общее описание

### Образование

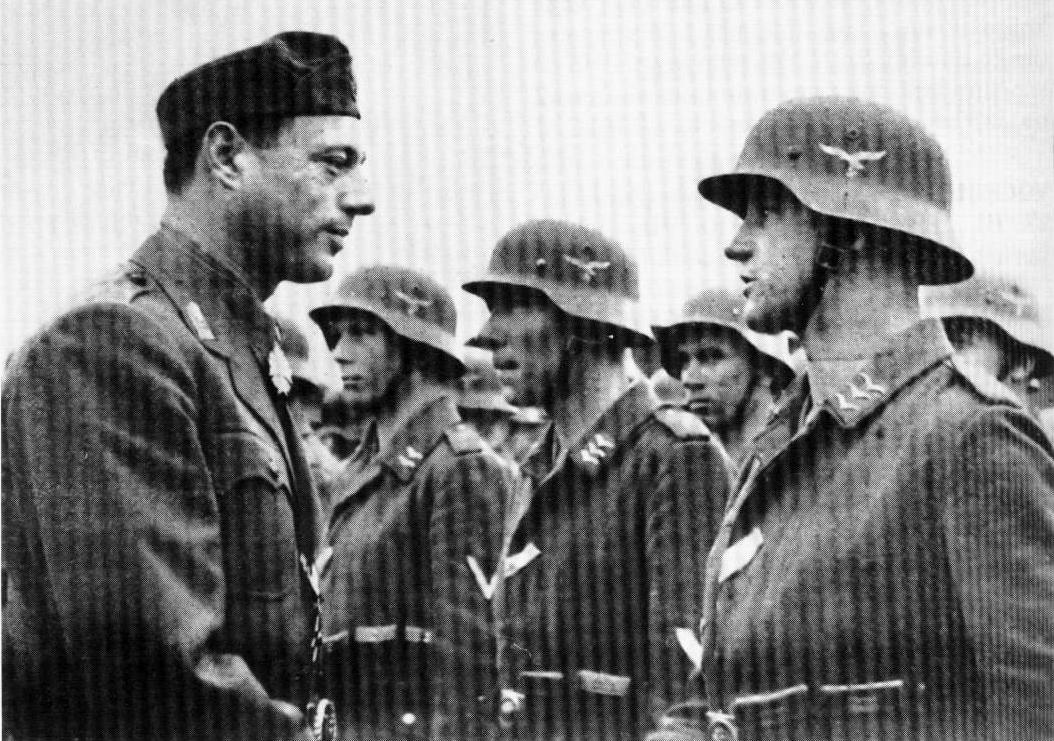
Министр обороны Хорватии Анте Вокич встречает солдат легиона в Штоккерау в 1944 году

Добровольцы для воздушного легиона отправились в Германию на учения ещё 15 июля 1941. Большая часть из добровольцев ранее несла службу в королевских ВВС Югославии и участвовала в боевых действиях на территории Югославии. Некоторые из пилотов имели опыт в управлении самолётами Messerschmitt Me 109 и Dornier Do 17, из них двое одержали как минимум по одной победе в воздухе. Днём образования легиона считается 27 июля 1941.

### Структура
В легионе несли службу около 360 человек. Структура образованного воздушного легиона была довольно простой:
- 4-я истребительная авиагруппа
  - 10-я истребительная эскадра
  - 11-я истребительная эскадра
- 5-я бомбардировочная авиагруппа
  - 12-я бомбардировочная эскадра
  - 13-я бомбардировочная эскадра

В свою очередь, легион был неотъемлемой частью люфтваффе: 4-я истребительная авиагруппа была в составе Jagdgeschwader 52 и носила условное обозначение в люфтваффе 15(Kroat.)/JG52 (командовал группой Франьо Джал). 5-я бомбардировочная авиагруппа числилась в составе Kampfgeschwader 3 и носила условное обозначение 15.(Kroat.)/KG 3.

## Участие в боевых действиях

### 4-я истребительная авиагруппа

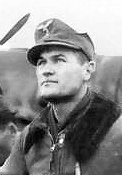
Хорватский ас Мато Дуковац, который одержал 44 победы в составе легиона

Одна из эскадрилий истребительной авиагруппы была отправлена в Фюрт для обучения, а вторая на аэродром Херцогенаурах для аналогичных целей. Учения начались 19 июля 1941 на самолётах Arado Ar 96 и Messerschmitt Me 109D. В сентябре 1941 года учения завершились, и легионеры получили свою униформу: внешне она не отличалась от униформы люфтваффе, но на правом нагрудном кармане была уникальная нашивка Хорватского легиона; также каждый пилот носил нарукавную повязку.
Авиагруппа получила особое обозначение 15.(Kroatische)/JG 52 в составе вермахта. 6 октября 1941 хорватские пилоты появились близ Полтавы, приняв боевое крещение на Восточном фронте. 9 октября 1941 авиагруппой был сбит первый советский самолёт Р-10: победу засчитали немецкому лейтенанту Баумгартену. В октябре 1941 года авиагруппа перебазировалась в Таганрог, где пребывала до 1 декабря 1941. Первую хорватскую победу одержал хорватский капитан Ференцина, вторую победу одержал полковник Джал.
1 декабря 1941 авиагруппа перелетела в направлении Мариуполя, организовав атаки на наступающие колонны советских войск в районах местечек Покровское, Матвеево, Курган, Ейск и Успенское, а также организовав налёт на железную дорогу Мариуполь-Сталино. Самолёты обеих эскадрилий сопровождали немецкие бомбардировщики во время немецких авианалётов. К концу января 1942 года на счету авиагруппы числились 23 победы (в этих победах были сбиты 4 самолёта МиГ-3). К концу марта 1942 года командир 4-го авиационного корпуса генерал Флюгбайль и командир 4-го флота люфтваффе генерал-полковник лёр отправили телеграммы пилотам, поздравляя их с победами. В апреле 1942 года истребители группы совершили несколько миссий по сопровождению бомбардировщиков Ju-87, атакуя советские части близ Азовского моря. В этот период были сбиты ещё 9 самолётов ВВС СССР.
В мае 1942 года авиагруппа перелетела сначала в Крым, а затем на линию Артёмовка-Константиновка. Истребители авиагруппы снова сопровождали немецкие войска, прикрывая их с воздуха во время авианалётов на Севастополь и патрулирования над Азовским морем. Хорваты одержали ещё четыре победы в воздухе и даже затопили советское патрульное судно. До 21 июня 1942, когда был совершён 1000-й вылет авиагруппы, хорватам удалось одержать ещё 21 победу, а до конца июля ими же были сбиты 69 самолётов.
В конце 1943 года авиагруппа вынуждена была вернуться немедленно в Хорватию, поскольку расстановка сил в Южной Европе уже была в пользу союзников: англо-американские войска вели успешные боевые действия в Италии, а югославские партизанские силы уже очистили значительную часть побережья Адриатики от присутствия хорватских и немецких войск. К тому моменту на счету авиагруппы значилось 283 победы, а 14 пилотов получили статус асов.
По возвращении на родину авиагруппа получила новое обозначение 1./(Kroat.)JG, и её пилоты были отправлены на обучение полётам на новых итальянских самолётах Macchi C.202, которые успели прихватить немцы. Была сформирована новая учебная эскадрилья, получившая название 2./(Kroat.)JG и оснащённая другими итальянскими самолётами Macchi C.200 и Fiat CR.42. Вскоре хорватские пилоты вступили в бой против ВВС США и Великобритании. В 1944 году им удалось одержать 20 побед, а несколько пилотов перешли на ещё более совершенные итальянские истребители Macchi C.205. Однако вскоре итальянские самолёты вышли из строя, и к концу 1944 года хорваты успели закупить новейшие «Me-109G» и «Me-109K». Около 50 самолётов числились в составе авиагруппы. Последний вылет она совершила 23 апреля 1945. После войны уцелевшие самолёты были или разобраны как устаревшие, или переоборудованы в учебные.

### 5-я бомбардировочная авиагруппа
Бомбардировочная авиагруппа значилась в реестрах люфтваффе как 15.(Kroatische)/KG 53. Основными самолётами в авиагруппе были бомбардировщики Dornier Do 17Z. Прибытие бомбардировщиков на Восточный фронт состоялось 25 октября 1941 (предварительно они прошли учения в 3-й высшей школе авиации в Грайсфвальде). Первый авианалёт группа совершила на Витебск, части её организовывали налёты на Ленинград и Москву. 9 ноября 1941 фельдмаршал Кессельринг отправил телеграмму пилотам с поздравлениями по поводу выполнения многочисленных заданий.
Однако дела у бомбардировочной группы шли не так уверенно. Вскоре грянул скандал: целая группа пилотов во главе с Миливоем Борошей сбежала на сторону СССР. Ещё 26 января 1942 подо Ржевом самолёт, штурманом которого был Бороша, сбросил бомбы прямо на немецкую танковую колонну, что немцы расценили как попытку предательства. А вскоре 25 июня 1942 Бороша угнал самолёт и посадил его в Калининской области, сдавшись в плен вместе со всем экипажем. Дело дошло до того, что в декабре 1942 года бомбардировочную авиагруппу немедленно вернули в Хорватию, дабы не допустить дальнейших перебежек на сторону противника. В дальнейшем авиагруппа участвовала в боях против югославских партизан, у которых уже стала появляться своя авиация и свои силы ПВО.
По возвращении бомбардировочная авиагруппа получила обозначение 1./(Kroat.)KG: только девять основных бомбардировщиков Dornier Do 17Z вернулись в Хорватию. До июля 1944 года они продолжали совершать вылеты и бомбить позиции партизан, пока не были включены официально в состав ВВС НГХ. В конце 1943 года была подготовлена новая учебная эскадрилья под обозначением 2./(Kroat.)KG. Основными самолётами в ней были итальянские самолёты CANT Z.1007 и Fiat BR.20. На завершающих этапах войны бомбардировочная авиагруппа уже не могла как-то повлиять на наступление сил антигитлеровской коалиции: большая часть самолётов после войны или была пущена на слом, или была переоборудована в учебные.